# NGC 2300
NGC 2300 este o interacțiune de galaxii situată în constelația Cefeu. A fost descoperită în 1871 de către Alphonse Borrelly. Se află la o distanță de 25,7 de megaparseci de Pământ.